# Hollies (album, 1965)
Ne doit pas être confondu avec Hollies (album, 1974).
Albums de The Hollies
In the Hollies Style
(1964) Would You Believe?
(1966)
Hollies est le troisième album studio du groupe The Hollies, sorti fin 1965.

## Titres
| 1. | Very Last Day            | Noel Stookey, Peter Yarrow        | 2:59 |
| 2. | You Must Believe Me      | Curtis Mayfield                   | 2:07 |
| 3. | Put Yourself in My Place | L. Ransford                       | 2:40 |
| 4. | Down the Line            | Roy Orbison                       | 2:05 |
| 5. | That's My Desire (en)    | Carroll Loveday, Helmy Kresa (en) | 2:27 |
| 6. | Too Many People          | L. Ransford                       | 2:40 |

| 7.  | Lawdy Miss Clawdy       | Lloyd Price                                 | 1:50 |
| 8.  | When I Come Home to You | L. Ransford                                 | 2:26 |
| 9.  | Fortune Teller          | Naomi Neville                               | 2:27 |
| 10. | So Lonely               | L. Ransford                                 | 2:37 |
| 11. | I've Been Wrong         | L. Ransford                                 | 1:55 |
| 12. | Mickey's Monkey (en)    | Brian Holland, Lamont Dozier, Eddie Holland | 2:27 |

## Musiciens
- Allan Clarke : chant
- Tony Hicks : guitare, chant
- Graham Nash : guitare rythmique, chant
- Eric Haydock : basse
- Bobby Elliott : batterie

## Classements
| Classement                    | Meilleure position | Semaines dans le Top 20 |
| ----------------------------- | ------------------ | ----------------------- |
| Royaume-Uni (UK Albums Chart) | 8                  | 14                      |